# USS Guilford (APA-112)
USS Guilford (APA-112) — атакувальний транспорт (за класифікацією ВМС США варіант спроможного до океанічних походів військового транспортного судна, пристосованого для перевезення сил морського десанту на берег) під час Другої світової війни. Назване на честь округу Гілфорд, штат Північна Кароліна. Воно було єдиним морським судном США, яке носило цю назву. Гілфорд був визначений як корпус Морської комісії (C3-S-A2) за контрактом Морської комісії (корпус 873 MCV) Корпорацією Ingalls Shipbuilding в Паскагулі, штат Міссісіпі; запущений 14 липня 1944-го року спонсором пані Томас Лоурі Бейлі, дружиною губернатора штату; перетворений на атакувальний транспорт компанією Waterman Steamship Corporation з Мобіла, штат Алабама і введений там 14 травня 1945 року під командуванням капітана Е.Р. Гарднера.

## Історія створення
Гілфорд був визначений як корпус Морської комісії (C3-S-A2) за контрактом Морської комісії (корпус 873 MCV) Корпорацією Ingalls Shipbuilding в Паскагулі, штат Міссісіпі; запущений 14 липня 1944 р; спонсором пані Томас Лоурі Бейлі, дружиною губернатора штату; перетворений на атакуючий транспорт компанією Waterman Steamship Corporation з Мобіла, штат Алабама і введений там 14 травня 1945 року під командуванням капітана Е. Р. Гарднера.

## Історія служби

### 1945—1946
Після обтрушення в Мексиканській затоці Гілфорд відплив до Ньюпорта, Род-Айленд. Прибувши 22 червня 1945 року, він служив навчальним кораблем для бригад попереднього введення в експлуатацію до 30 липня. Потім Гілфорд взяв на борт вантаж і війська в Норфолку, штат Вірджинія, і через Сан-Дієго відплив до Тихого океану. Після розвантаження військ в Іво-Джимі та на японських островах, Гілфорд був приєднаний до «Операції Чарівний килим» 18 жовтня. За дві поїздки в обидва кінці із Сан-Дієго до Гуаму, Сайпану, Окінави та Японії він перевіз понад 5000 ветеранів назад до США для звільнення, а також для військ для окупації Японії. Повернувшись до Сан-Дієго 6 березня 1946 року з його останнього плавання в Тихому океані, Гілфорд вирушив з пасажирами до Східного узбережжя і 15 березня відплив до Норфолка через Панамський канал. Гілфорд дійшов до Норфолка 31 березня і вийшов з експлуатації 29 травня 1946 року. 31 травня 1946 року він повернувся до Морської комісії.

### На торговій службі, 1947—1973
Гілфорд був проданий у травні 1947 року компанії Pope and Talbot Lines і був перейменований на SS P&T Navigator. У 1963 році був перепроданий Американській іноземній пароплавній компанії і перейменований у SS American Oriole. Корабель було утилізовано в 1973 році.

## Дивитися також
- Список авіанесучих кораблів США